# Султанський Мордехай Йосипович
Султанський Мордехай Йосипович (дав.-євр. מרדכי סולטנסקי‎‎ Мордеха́й бен Йосе́ф Султа́нский; 1785, Луцьк — 1878, Євпаторія) — старший газзан і вчитель в Чуфут-Кале та Херсоні, гахам в Луцьку. Видатний караїмський проповідник, богослов, вчений-історик, письменник і педагог.

## Біографія
Походив з луцької сім'ї караїмів, завезених литовським князем Вітовтом. Проявив здібності до наук, відтак став впливовим караїмом Західної України — гахам в Луцьку. На початку ХІХ століття переїхав до Криму.
Завдячуючи своїми здібностями, став старшим газзаном в Чуфут-Кале. В Криму розкрився його богословський хист та видав декілька книжок. У середині ХІХ століття переїхав у другу столицю караїмів — Євпаторію і продовжував свої дослідження та проповіді.
Обійнявши посаду головного газзана Херсона, переїхав туди. Разом із відомим караїмським сподвижником Авраамом Фірковичем (колишнім своїм учнем), був один з перших вчених, який відстоював гіпотезу про походження караїмів Східної Європи (відмінне від євреїв-талмудистів).
Родина Мордехая Йосиповича також знана серед караїмської спільноти:
- Син, Султанський Ісаак Мордехайович, видатний караїмський вчений, вчитель і проповідник. Старший газзан в Одесі, Євпаторії, Севастополі, Сімферополі та Бахчисараї[6].
- Онук, Султанський Йосип Ісаакович, караїмський вчений і вчитель, очолював посаду Меламеда та старшого газзана, а останні 39 років перебував на службі в київській караїмській громаді[7].

## Творчі набутки
Мордехай Султанський за своє життя склав чимало проповідей та богословських текстів, частина з них була видрукована (близько 16 публікацій різних проповідей, досліджень та настанов). Не всі з них дійшли до сучасників і про них довідуються лише через згадування та цитування в інших богословів.
До сучасників дійшло з десяток творів караїмського богослова Мордехая Султанського:
| - «Zecher Chaddykim» — «Пам'ять праведників або коротка оповідь»; - «Petach Tikwah» — «Ворота надії»; - «Sefer Tetib Daat» — «Книга роз'яснень»; - «Or ha-Ganuz» — «Прихований світ»; | - «Sefer ha-Taam» — «Книга (правильних) смаків»; - «Sefer Jalkut» — «Книга для суми»; - «Michtam Sur-me-Ra» — «Припис віддалення від поганого»; | - "Palge Majim;— «Джерела»; - «Midot Oz» — «Міри стійкості»; - «Hod Malkut» — «Величність»; - «Sefer Dchiyat Keev» — «Книга, що знімає біль». |

### «Zecher Chaddykim»
Одна з перших книжок написаних Мордехаєм Султанським по приїзду в Крим, рукопис складений в 1838 році в Чуфут-Кале був опублікований лише в 1920 році. Назва книжки «Zecher Chaddykim», а з давньоєврейської мови (זכר צדיקים או קצור אגדה) «Зехер Чаддикім» перекладається як «Пам'ять праведників або коротка оповідь». Завдяки старанням польської караїмської громади та Самуїла Авраамовича Познанського, через майже сто років, у Варшаві в 1920 році було надруковано книжечку «Zecher Chaddykim», рукопис якої зберігався у Великий синагозі Варшави.
Переїхавши до Криму і спізнавшись з караїмським сподвижником Фірковичем, Мордехай Султанський утвердився в своїх здогадках та знаннях щодо існування караїмів від давніх часів. Тож написав свій рукопис, який став практичним дослідженням історії караїмів, які він знав і збирав, а потім переніс із усної форми у письмовий варіант, склавши свої «54 короткі оповіді»:
- 1 - 32 глави — оповідь про відмінності караїмів від раввиністів, виведена ще від часів історії поділу ізраїльтян на караїмів і раввинів-талмудистів, також читач дізнається про виникнення караїмських громад на Близькому Сході.
- 33 - 39 глави — оповідь про появу караїмських громад у Криму;
- 40 - 54 глави — оповідь про розселення караїмів у Європі, зокрема в тодішній Речі Посполитій (саме в Литві та Західній Україні).

Своєю роботою Султанський ще більше загострив полеміку щодо відмінності караїмів та талмудистів і, приставши на сторону Фірковича, він вирізняє правовірність караїмів над їхніми опонентами. Праця головного газзана Чуфут-Кале мала великий розголос серед караїмів та інших впливових верств Криму, формуючи їхню загальну думку та сприйняття цієї національної меншини, чого й добивався автор (вказуючи у своїй передмові):
|  | У наш час Творець, благословенний Він, пробудив дух багатьох вчених з народів землі до вивчення різних наук. І стали вони досліджувати події минулого, що відбувалися в кожному народі, і вирушили мандрувати по землі, щоб побачити все на власні очі і отримати знання з перших рук. Через наше місто Бахчисарай проїжджали знатні і відомі люди з різних країн, з Франції, Німеччини, Англії та ін. , І особливо з країни Государя нашого великого Імператора Російського, та піднесеться слава його, поважні й шановані люди з Петербурга і Москви та інших великих міст . Коли їм ставало відомо про те, що недалеко від Бахчисарая є скеля Кале, на якій відокремлено від решти живуть одні тільки караїми, то у них виникало благий намір піти подивитися на нас. Бажаючи якомога більше дізнатися про нас, вони відвідували наш дім молитви і гостювали в одному з наших будинків, де ми їх пригощали, як могли. Розмовляючи з нами, вони задавали питання про караїмів, кажучи: «Хто такі караїми? Звідки і за яких обставин прийшли сюди? Скільки років пройшло з тих пір як вони тут оселилися? У яких ще країнах живуть караїми? Коли з'явилася релігія караїмів, і які її основи? Що означає ім'я караїмів і що означає ім'я раввіністов? Які основи релігії раввіністов? Чому караїми відділилися від раввіністов і в який час це сталося? »І так далі. Ми відповідали їм те, що знали, але ж слова, вимовлені устами, несуться вітром і зникають. Тому вирішив я записати в книгу оповідання, в якому будуть коротко дані відповіді на всі питання про караїмів і раввіністамі, від виникнення і до наших днів, щоб всякий цікавиться караїмами зміг скласти про них повне уявлення. |

### «Petach Tikwah»
Граматика давньоєврейської мови видана Мордехаєм Султанським у 1857 році в Євпаторії. Назва книжки «Petach Tikwah», а з давньоєврейської мови (פתח תקוה) «Петах Тиква» перекладається як «Ворота надії».
У своїй праці караїмський богослов та учитель пояснював правила граматики за текстами священної книги євреїв, добавляючи вкладки з нотами та текстами священних пісень. Книжка мала популярність серед караїмів як у межах Російської імперії, так і за її межами. В 2011 році книжка була вдруге видрукована в Ізраїлі.

### «Sefer Tetib Daat»
Полемічна книга написана Мордехаєм Султанським у 1858 році в Євпаторії. Назва книжки «Sefer Tetib Daat», а з давньоєврейської мови (ספר תטיב דעת) «Сефер Татів Даат» перекладається як «Книга роз'яснень». В книжці автор піднімає актуальні питання-суперечності із представниками талмудистської течії в юдаїзмі.

### «Or ha-Ganuz»
Релігійно філософська праця Мордехая Султанського написана в Євпаторії. Назва книжки «Or ha-Ganuz», а з давньоєврейської мови (אור הגנוז) «Ор а-Гануз» перекладається як «Прихований світ». Книжка справили враження на різні течії юдаїзму, а сучасні єврейські ортодокси, кабалісти взяли на озброєння цю утопію, назвавши свою комуну поселення такою ж назвою.

### «Sefer ha-Taam»
Книга написана Мордехаєм Султанським в Євпаторії. Назва книжки «Sefer ha-Taam», а з давньоєврейської мови (ספר הטעם) «Сефер а-Таам» перекладається як «Книга (правильних) смаків». Її можна назвати ще «Книга поглядів (правильних)», адже у ній автор публічно відповідає на запити відомого російського краєзнавця та етнографа Всеволода Міллера та інших російських дослідників про відмінності юдаїзму і караїмізму.

### «Sefer Jalkut»
Збірник статей написаний Мордехаєм Султанським в Криму. Назва книжки «Sefer Jalkut», а з давньоєврейської мови (ספר ילקוט) «Сефер Ялкут» перекладається як «Книга для суми». В книжці зібрані авторські роздуми та проповіді (в стилі гомілій), якими аналізуються тексти святих книг юдаїзму.

### «Michtam Sur-me-Ra»
Збірник моральних настанов написаних Мордехаєм Султанським в Криму. Назва книжки «Michtam Sur-me-Ra», а з давньоєврейської мови (מכתם סור מרע) «Міхтам Сур-ми-Ра» перекладається як «Припис віддалення від поганого».

### «Palge Majim»
Коментарі складені Мордехаєм Султанським до священних єврейських пісень. Назва книжки «Palge Majim», а з давньоєврейської мови (פלגי מיים) «Палгей Маїм» перекладається як «Джерела». У книжці зібрані коментарі-пояснення автора до відомих п'яти старозавітних пісень Плачу Єремії.

### «Midot Oz»
Книжка-підручник для караїмських меламедів та учнів початкової школи-мідраш написана Мордехаєм Султанським. Назва книжки «Midot Oz», а з давньоєврейської мови (מידות עוז) «Мідот Оз» перекладається як «Міри стійкості». У ній присутні настанови для училелів і учнів Тори.

### «Hod Malkut»
Історична книга-посвята, російському імператору Миколі І, написана Мордехаєм Султанським. Назва книжки «Hod Malkut», а з давньоєврейської мови (הוד מלכות) «Ход Малкут» перекладається як «Величність».

### «Sefer Dchiyat Keev»
Послання-звернення Мордехая Султанського до караїмських провідників-вождів. Назва книжки «Sefer Dchiyat Keev», а з давньоєврейськоі мови (ספר דחית כאב) «Сефер Дхіят Кээв» перекладається як «Книга, що знімає біль».

## Вплив
Будучи плідним караїмським автором богословських та полемічних текстів Мордехай Султанський, своєю творчістю дав новий поштовх у розмежуванню послідовників караїмів та раввіністів-талмудистів. Однозначно висловлюючись про першородність караїмського віровчення над талмудистами, він у крутій формі (більш зверхньо) озвучує свої випади щодо їхньої новомодної течії юдаїзму. Завдячуючи творчості Султанського, сучасники мають змогу дізнатися про традиції та звичаї тогочасних караїмів (про які оповідається в богословських настановах та оповідях) і частково про історію караїмів (хоча в деяких його творах хронологія не збігається із загальновизнаною). Щодо християнства та інших віровчень, то Мордехай Султанський не був такий категоричний, як караїми (більшість яких схилялися до тверджень Ісаака Трокського, який в трактаті «Хіззук Емуна» («Зміцнення віри»), критикував християнську догматику, спростовуючи визнання Ісуса Месією і піддаючи сумніву його божественність), очевидно, тривалий час життя поміж християнами та мусульманами він не наважився відкрито опонувати їм, навмисно ігноруючи їх, але під кінець свого життя змушений був вдатися до публічного спілкування із краєзнавцем Всеволодом Міллером та навіть написав філософське послання імператору Миколі І.